# Ever-Arch-I-Tech-Ture
Ever-Arch-i-tech-ture is het recentste album van de Belgische progressieve metalband Axamenta.
Het album kan omschreven worden als een complex, gesofisticeerd en grotesk album met black metal, maar ook melodieuze death-metal en thrash gecombineerd met elementen uit de progrock als zware sfeergordijnen, functionele solo’s en cleane zang. De lyrics en gedetailleerde artwork werden op elkaar afgestemd binnen een mysterieus concept. Het album bestaat uit 13 tracks onderverdeeld in drie, zogenaamde, Chapters: ‘The Chainreaction Is Initiated’, ‘The Chainreaction Is Terminated’ en Chapter III, ‘The Chainreaction Is Saturated’.
Axamenta werkte voor de plaat samen met Daniel Gildenlöw van Pain of Salvation. Hij verzorgde de vocalen voor de afsluiter van Chapter II, ‘Threnody for an Endling’,waarvoor hij ook de melodie componeerde. Het album werd opgenomen in de Hansen Studio in Ribe (Denemarken) met producer Jacob Hansen (Mercenary, Raunchy, Aborted). De mixage gebeurde in Studio Fredman in Göteborg (Zweden) onder leiding van producer Frederik Nordström (In Flames, Soilwork, Dimmu Borgir, The Haunted, Old Man's Child) en Patrick Jerksten.

## Tracklisting

### CHAPTER 1: The Chainreaction is initiated
- 1) Incognation
- 2) Demons Shelter Within
- 3) Ashes To Flesh
- 4) A Nation In Atrophy
- 5) The Midnight Grotesque

### CHAPTER 2: The Chainreaction is terminated
- 6) Prophet Set To Witness
- 7) Ever-Arch-I-Tech-Ture
- 8) Threnody For An Endling

### CHAPTER 3: The Chainreaction is saturated
- 9) Ravager 1.6.6.3.
- 10) Of Genesis And Apocalypse
- 11) Foreboding
- 12) Shackles Cross
- 13) The Omniscient

## Line-up
- Peter Meynckens - leadzang uitgezonderd "THRENODY FOR AN ENDLING" zang en compositie door Daniel Gildenlöw (Pain of Salvation)
- Ian van Gemeren – gitaar, orchestraties en backing vocals
- Sven Deckers - rhythm gitaar en gesproken stem
- Sven Janssens – basgitaar en orchestrations
- Tom van Oosterwijck - drums and percussie